# Ласкари (Сицилия)
Ла́скари (итал. Lascari; сиц. Làscari) — коммуна в провинции Палермо, в регионе Сицилия, Италия. Территория — 10,39 км2. Население — 3 493 чел. (2012). 3 фракции — Горго-Лунго, Ласкари-Скала, Пьяне-Веккье. Мэр коммуны — Джузеппе Аббате (с 2010 года). 
В коммуне особо почитается Крест Господень, празднование в последнее воскресенье июня.

## География

Коммуна Ласкари на карте провинции Палермо

Коммуна расположена на северо-востоке провинции Палермо, примерно в 66 км от столицы. Граничит с коммунами Чефалу, Граттери, Коллесано, Кампофеличе-ди-Рочелла и Тирренским морем. Климат умеренный с жарким сухим летом и прохладной дождливой зимой. По территории коммуны проходит железнодорожная ветка Палермо-Мессина с железнодорожной станцией Ласкари-Граттери.

## История
В 1693 году группа крестьян из Граттери перешла с гор на равнину у моря на зимовье и поселилась у заброшенной башни на месте будущей коммуны в районе Ли-Грутти (сиц. Li Grutti), то есть Пещеры. Рост численности общины привёл к тому, что епископ Чефалу и князь Вентимильи, сеньор Граттери приписали к ней капеллана и назначили ренту. Таким образом, был основан приход и появилась церковь, посвящённая святой Евфимии, святой покровительницы дочери князя, носившей это имя.
Рядом с башней, ставшей колокольней, крестьяне начали строить дома. Новое поселение барон Гаэтано Вентимилья назвал Ласкари, тем самым, указав на своё происхождение от императорской династии Ласкарисов, правивших Византией.
В 1840 году, отделившись от Граттери, Ласкари получил статус независимой коммуны с собственной администрацией. В 1890 году коммуне было предоставлено право на местную землю для увеличения площади городской застройки и подтверждения автономии от Граттери. Однако это право было окончательно признано за Ласкари только в октябре 1929 года.

## Культура
Многочисленные фестивали проходят в Ласкари летом — праздник святого покровителя коммуны, лимонный фестиваль, выставка ремесел, концерты. В конце августа в коммуне проводится ярмарка изделий местных крестьян и ремесленников. В Ласкари особо почитается Святейшее Распятие. По преданию это распятие из кипариса было чудесно обретено пастухом.
В коммуне действуют футбольные клубы «Поливоспортива Ласкари», который играет в группе B футбольного чемпионата Сицилии, относящегося к I категории, и «Ораторио дон Боско», который играет в группе B серии D того же чемпионата.

### Достопримечательности
Известной достопримечательностью Ласкари является церковь святого Михаила Архангела, построенная рядом с колокольней в 1700 году. В ней можно полюбоваться прекрасной инкрустацией из мрамора, золотой дарохранительницей, серебряным крестом, переданным в дар приходу местными сеньорами из рода Вентимилья, и превосходным кипарисовым распятием работы неизвестного.